# Besleria modica
Besleria modica är en tvåhjärtbladig växtart som beskrevs av Conrad Vernon Morton. Besleria modica ingår i släktet Besleria och familjen Gesneriaceae. Inga underarter finns listade i Catalogue of Life.